# Ischnafiorinia
Ischnafiorinia är ett släkte av insekter. Ischnafiorinia ingår i familjen pansarsköldlöss.
Kladogram enligt Catalogue of Life:
| Ischnafiorinia | \| \| Ischnafiorinia bambusae \| \| \| \| \| \| Ischnafiorinia bambusicola \| \| \| \| \| \| Ischnafiorinia malayana \| \| \| \| |
|                | \| \| Ischnafiorinia bambusae \| \| \| \| \| \| Ischnafiorinia bambusicola \| \| \| \| \| \| Ischnafiorinia malayana \| \| \| \| |
|                | Ischnafiorinia bambusae |
|                | |
|                | Ischnafiorinia bambusicola |
|                | |
|                | Ischnafiorinia malayana |
|                | |